# Caspar van Huysum
Caspar van Huysum (Leeuwarden, 1647/1648 – na mei 1682) was een Noord-Nederlands schilder en etser. Hij was een lid van de kunstzinnige Van Huysum-familie, die actief was in het derde kwart van de 17e eeuw.
Caspar van Huysum was een zoon van de kunstschilder Jan van Huysum (I) en Antje Caspers. Hij had een jongere broer, Justus van Huysum (I), die een bekend schilder was. Caspar werkte een groot deel van zijn leven in Amsterdam, waar hij vanaf 1662 actief was als kunstenaar.
Caspar assisteerde zijn broer Justus in 1681 bij diens verloving. In mei 1682 liet hij ondertrouw registreren met Cornelia van Deelen, afkomstig uit Leiden, die in de Anthoniebreestraat in Amsterdam woonde. Na mei 1682 ontbreekt echter verdere documentatie over Caspar en zijn vrouw. Mogelijk zijn zij naar een onbekende bestemming vertrokken, of wellicht overleden zij kort daarna.
Caspar van Huysum schilderde portretten en werkte voornamelijk met olieverf. Hij wordt ook genoemd als etser. Er is echter geen werk van hem overgeleverd.
- Biografisch Portaal: 32685318
- RKD-Nederlands Instituut voor Kunstgeschiedenis: 356577